# Micrathena margerita
Micrathena margerita là một loài nhện trong họ Araneidae.
Loài này thuộc chi Micrathena. Micrathena margerita được Herbert Walter Levi miêu tả năm 1985.